# Васьковецька сільська рада (Шумський район)
Васькове́цька сільська́ ра́да — адміністративно-територіальна одиниця та орган місцевого самоврядування в Шумському районі Тернопільської області. Адміністративний центр — село Васьківці.

## Загальні відомості
- Територія ради: 43,657 км²
- Населення ради: 1 806 осіб (станом на 2001 рік)

## Населені пункти
Сільській раді були підпорядковані населені пункти:
- с. Васьківці
- с. Кути
- с. Малі Садки

## Склад ради
Рада складалася з 16 депутатів та голови.
- Голова ради: Сімчук Орест Васильович
- Секретар ради: Свідова Вікторія Ананіївна

### Керівний склад попередніх скликань
| Прізвище, ім'я, по батькові | Основні відомості                                                         | Дата обрання | Дата звільнення |
| --------------------------- | ------------------------------------------------------------------------- | ------------ | --------------- |
| Сімчук Орест Васильович     | Сільський голова, 1970 року народження, освіта вища, член Народної партії | 26.03.2006   | 31.10.2010      |
| Сімчук Орест Васильович     | Сільський голова, 1970 року народження, освіта вища, безпартійний         | 31.10.2010   |                 |

Примітка: таблиця складена за даними сайту Верховної Ради України

### Депутати
За результатами місцевих виборів 2010 року депутатами ради стали:

#### За суб'єктами висування
| Суб'єкт висування               | Кількість обраних депутатів | %    |
| ------------------------------- | --------------------------- | ---- |
| Самовисування                   | 15                          | 93,8 |
| Політична партія «Сила і честь» | 1                           | 6,3  |

#### За округами
| № округу                        | Прізвище, ім'я, по батькові  | Дата визнання обраним | Освіта             | Партійна приналежність             | Відомості про обраного депутата                                                    |
| ------------------------------- | ---------------------------- | --------------------- | ------------------ | ---------------------------------- | ---------------------------------------------------------------------------------- |
| Політична партія «Сила і Честь» |                              |                       |                    |                                    |                                                                                    |
| 3                               | Хвесюк Євдокія Іларіонівна   | 05.11.2010            | вища               | позапартійна                       | пенсіонер                                                                          |
| Самовисування                   |                              |                       |                    |                                    |                                                                                    |
| 1                               | Коник Василина Богданівна    | 05.11.2010            | середня спеціальна | позапартійна                       | Шумська ЦРЛ, медсестра                                                             |
| 2                               | Вознюк Марія Павлівна        | 05.11.2010            | середня            | позапартійна                       | Васьковецька сільська рада, інспектор по обліку військовозобов'язаних              |
| 4                               | Горбовий Віталій Васильович  | 05.11.2010            | середня            | член Соціалістичної партії України | тимчасово не працює                                                                |
| 5                               | Токарський Андрій Лонгінович | 05.11.2010            | середня            | член Соціалістичної партії України | тимчасово не працює                                                                |
| 6                               | Колеснік Ігор Васильович     | 05.11.2010            | середня спеціальна | позапартійний                      | тимчасово не працює                                                                |
| 7                               | Свідова Вікторія Ананіївна   | 05.11.2010            | вища               | позапартійна                       | Васьковецька сільська рада, секретар                                               |
| 8                               | Берчун Микола Григорович     | 05.11.2010            | середня спеціальна | позапартійний                      | підприємець                                                                        |
| 9                               | Гук Борис Арсенович          | 05.11.2010            | середня            | позапартійний                      | пенсіонер                                                                          |
| 10                              | Побережна Леоніда Дмитрівна  | 05.11.2010            | вища               | позапартійна                       | Кутівська загальноосвітня школа І ст., вчитель                                     |
| 11                              | Киричук Петро Миколайович    | 05.11.2010            | середня            | позапартійний                      | пенсіонер                                                                          |
| 12                              | Гальчук Олексій Степанович   | 05.11.2010            | вища               | позапартійний                      | пенсіонер                                                                          |
| 13                              | Якобчук Людмила Панфілівна   | 05.11.2010            | середня спеціальна | позапартійна                       | пенсіонер                                                                          |
| 14                              | Горбатюк Вадим Іванович      | 05.11.2010            | вища               | позапартійний                      | Шумський РВГУМНС України, начальник відділення наглядово-профілактичної діяльності |
| 15                              | Шевчук Наталія Олександрівна | 05.11.2010            | середня            | позапартійна                       | Малосадківська загальноосвітня школа І-ІІ ст., кухар                               |
| 16                              | Горбатюк Микола Степанович   | 05.11.2010            | середня            | член Народної партії               | Суразьке лісництво, лісник                                                         |